# Kvarken
Kvarken (Thụy Điển Kvarken hoặc Norra Kvarken (như trái ngược với Nam Kvarken), Phần Lan Merenkurkku lit. "cổ họng của biển") là vùng hẹp trong vịnh Bothnia, ngăn cách vịnh Bothnia (phần bên trong của biển) với biển Bothnia phía dưới. Tại đây, khoảng cách từ lục địa Thụy Điển đến lục địa Phần Lan là khoảng 80 km (50 mi), trong khi khoảng cách giữa các đảo xa nhất chỉ là 25 km (16 mi). Độ sâu của mực nước trong khu vực Kvarken chỉ khoảng 25 mét (82 ft). Khu vực này cũng có hoạt động đất tăng lên cao bất thường vào khoảng 10 mm (0,39 inch) mỗi năm.
Về phía Kvarken của Phần Lan có một quần đảo lớn được gọi là quần đảo Kvarken trong đó bao gồm các đảo lớn Replot, Björkö cùng một số đảo nhỏ khác. Hầu hết trong số đó thuộc đô thị Korsholm. Hầu hết các hòn đảo nhỏ đều có người ở. Quần đảo tron khu vực này ở phía Thụy Điển nhỏ hơn, và các đảo cũng có bờ biển dốc hơn nhiều. Vùng Kvarken cũng quan trọng về mặt lịch sử, bởi vì thư từ được gửi qua Kvarken khi biển bị đóng băng hoàn toàn từ Thụy Điển đến bờ biển Phần Lan. Tuyến đường thư tín này đã được sử dụng thường xuyên trong thời kỳ cai trị của Thụy Điển.
Trong nhóm đảo ở giữa vùng Kvarken (tiếng Thụy Điển là Valsörarna, tiếng Phần Lan là Valassaaret), có một ngọn hải đăng cao 36 mét do Henry LePaute - người làm việc cho văn phòng kỹ sư Gustave Eiffel thiết kế. Sự tương đồng về cấu trúc giữa ngọn hải đăng (xây năm 1885) và tháp Eiffel (xây năm 1889) là khá rõ ràng. Ngọn hải đăng bây giờ được tự động hóa, như hầu hết các ngọn hải đăng khác ở Phần Lan.
Một số nỗ lực để bơi qua eo biển đã được thực hiện nhưng nước lạnh và dòng chảy bất thường là những trở ngại không thể vượt qua. Nỗ lực thành công đầu tiên là của Lennart Flygare, Pavio Grzelewski và Tore Klingberg vào ngày 24 tháng 7 năm 2018 khi đã bơi từ Valassaaret (Valsorarna) ở phía Phần Lan đến Holmögadd ở Thụy Điển. Để vượt qua eo biển, họ phải mất 12 giờ 2 phút.

## Di sản thế giới
Vào năm 2006, một phần của quần đảo Kvarken đã được thêm vào danh sách Di sản thế giới như là phần mở rộng của Di sản Bờ Biển Cao (nằm trên bờ phía tây của vịnh Bothnia) ở Thụy Điển đã được công nhận trước đó, bởi hoạt động địa chất của nó khi nó đang tiếp tục trồi lên từ biển. Trước đây vùng đất này cũng bị đè nén dưới sức nặng của các sông băng, sau khi băng tan thì nó nâng lên với tốc độ thuộc hàng cao nhất thế giới. Do quá trình này mà các đảo mới xuất hiện và lối liền với các đảo trước đó, bán đảo mở rộng, các hồ được tạo thành từ vịnh và phát triển thành đầm lầy than bùn. Chính vì vậy mà đây trở thành khu vực quan trọng để nghiên cứu về đẳng tĩnh; hiện tượng lần đầu tiên được công nhận và nghiên cứu ở đây. Hầu hết các phần của di sản thế giới bên phía Phần Lan đều nằm trong khu đô thị Korsholm.

## Dự án cầu Kvarken
Đã có những đề xuất xây dựng một cây cầu bắc qua eo biển Kvarken với chi phí khoảng 1,5 đến 2 tỷ euro. Có những hòn đảo ở eo biển, và tổng chiều dài của ba đoạn cầu có thể là khoảng 40 km (25 mi). Bộ trưởng Tài chính Thụy Điển cho biết đây là một ý tưởng thú vị, nhưng ý tưởng này vẫn còn nhiều thập kỷ sau mới được đưa ra. Có một cuộc tranh luận ở các thành phố ven biển ở cả hai phía, như Umeå và Vaasa. Quan điểm chính thức từ chính phủ Thụy Điển và Phần Lan cho rằng nó quá đắt. Các giá trị tự nhiên trong khu vực cũng làm cho việc xây dựng một cây cầu là không khả thi.